# Florin Court
Florin Court è un edificio residenziale in stile Art déco/Streamline Moderno sul lato orientale di Charterhouse Square a Smithfield, Londra.

## Storia
Il palazzo è stato costruito nel 1936 da Guy Morgan, che lavorò fino al 1927 per Edwin Lutyens, e che due anni prima aveva completato con successo l'analoga Cholmeley Lodge a Highgate. L'edificio presenta un'imponente facciata curva con ali sporgenti, un giardino pensile, gradoni sull'ottavo e nono piano e una piscina nel seminterrato.
È stato probabilmente il primo dei condomini residenziali ad essere costruito nell'ampia area di Clerkenwell, a nord della Città di Londra, nel Borgo metropolitano di Finsbury, oggi Islington.
Le pareti sono state costruite con mattoni beige, realizzati appositamente dalla ditta Williamson Cliff Ltd, con sede a Stamford, nel Lincolnshire, e posizionati su un telaio in acciaio.
L'impresa Regalian Properties ha ristrutturato l'edificio nel 1988, su progetto degli architetti Hildebrand & Clicker, modificando la disposizione interna in quella che è mantenuta tuttora.
Prima dei lavori di ristrutturazione, il piano terra comprendeva un ufficio di portineria e un appartamento per il capo-portiere. L'androne aveva un pavimento in marmo con incastonato lo stemma di Charterhouse (ora tappezzato), e un soffitto intarsiato che copriva l'esterno del portone d'ingresso, prima di essere intonacato. Nel seminterrato erano locati un ristorante pubblico, un cocktail bar e una clubroom.
Dietro l'isolato, un edificio a un piano conteneva due campi da squash, modificati nel 2015 in uno spazio per uffici a due piani ribattezzato "Florin Court Studios".
Gli edifici georgiani a tre piani che si trovavano tra il civico 6 e il 9 di Charterhouse Square, prima che Florin Court fosse una canonica e una scuola femminile fino al 1859, furono convertiti in un dormitorio per il personale della Copestake, Crampton & Co. Ltd (produttori e grossisti di merletti con sede a Cheapside) nel 1872. L'ostello dei dipendenti della ditta ospitava fino a 100 uomini e 18 donne ma, dopo che l'azienda si trasferì a Nottingham, fu venduto per bilanciare parte della perdita dovuta al rallentamento dell'attività intorno al 1934.
Nel 1989 l'edificio divenne la residenza immaginaria di Hercule Poirot nella serie televisiva Poirot di Agatha Christie, con il nome di Whitehaven Mansions.
Nel 2003 l'edificio è stato classificato (fra i listed buildings) come monumento di Grado II, assieme a edifici come la BT Tower e l'Arsenal Stadium.
Il 20 luglio 2013 un appartamento al primo piano ha preso fuoco e l'intero edificio è stato evacuato. Di conseguenza, la facciata curva ha richiesto un importante lavoro di restauro che è durato quasi un anno, per la difficoltà di reperire nel Regno Unito alcuni dei materiali originali utilizzati negli anni '30.

## Struttura

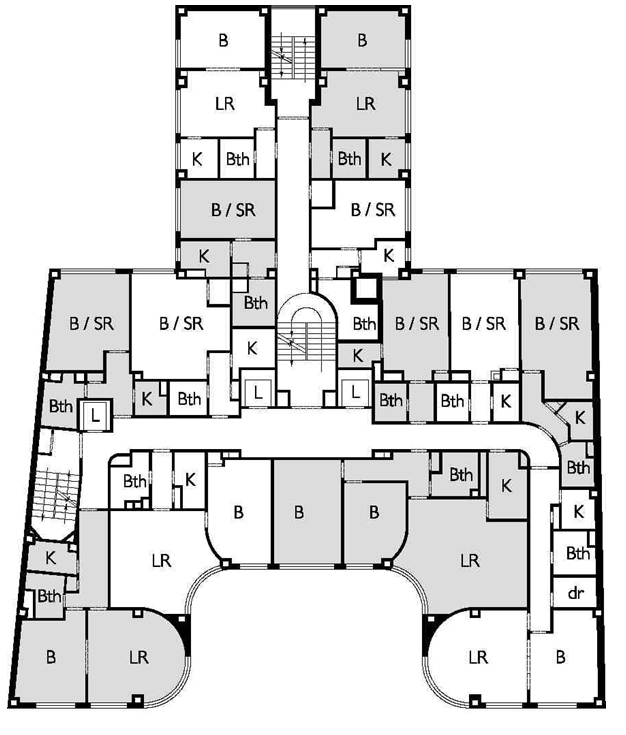
Pianta di Florin Court

L'edificio è composto da nove piani e dispone di un totale di 120 appartamenti. Nel seminterrato si trovano una piscina, una sauna, una palestra, un salone con una piccola biblioteca, un'area Wi-Fi, una lavanderia e un garage. Tutti gli spazi sono comuni e l'accesso è gratuito per i residenti. Ci sono due ascensori.

## Nei media
L'edificio è stato ripreso col nome di Whitehaven Mansions, l'immaginaria residenza londinese del personaggio di Agatha Christie Hercule Poirot, nella serie televisiva della LWT Agatha Christie's Poirot (1989–2013). L'appartamento venne scelto da Poirot, come indicato in alcune interviste di David Suchet, colui che l'ha interpretato per oltre 70 episodi, per la sua simmetria. La celebre autrice di gialli riporta così il suo indirizzo completo: 56B Whitehaven Mansions, Charterhouse Square, Smithfield, London W1. Ciononostante, il numero civico cambia in altri romanzi della serie dedicata a Poirot. Per la serie TV, nel corso dei 24 anni di produzione, oltre a quelle in esterni, sono state utilizzate numerose riprese degli interni del palazzo.
Nel marzo 2019 l'edificio è stato nuovamente oggetto di riprese televisive, dopo essere stato selezionato come casa e quartiere di uno dei personaggi principali dello spin-off di Batman, Pennyworth.

## Galleria d'immagini

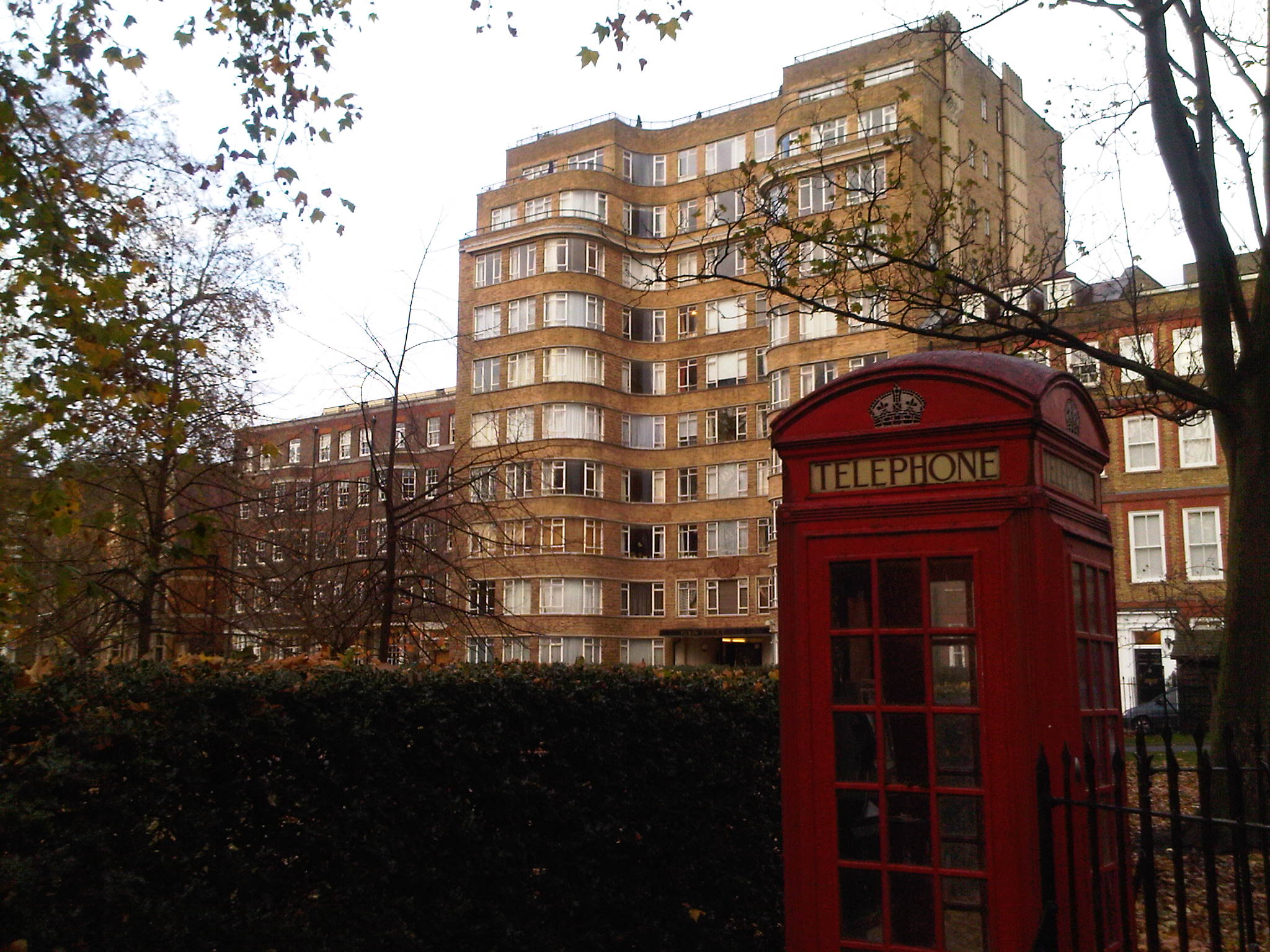
Vista di Florin Court da Charterhouse Street
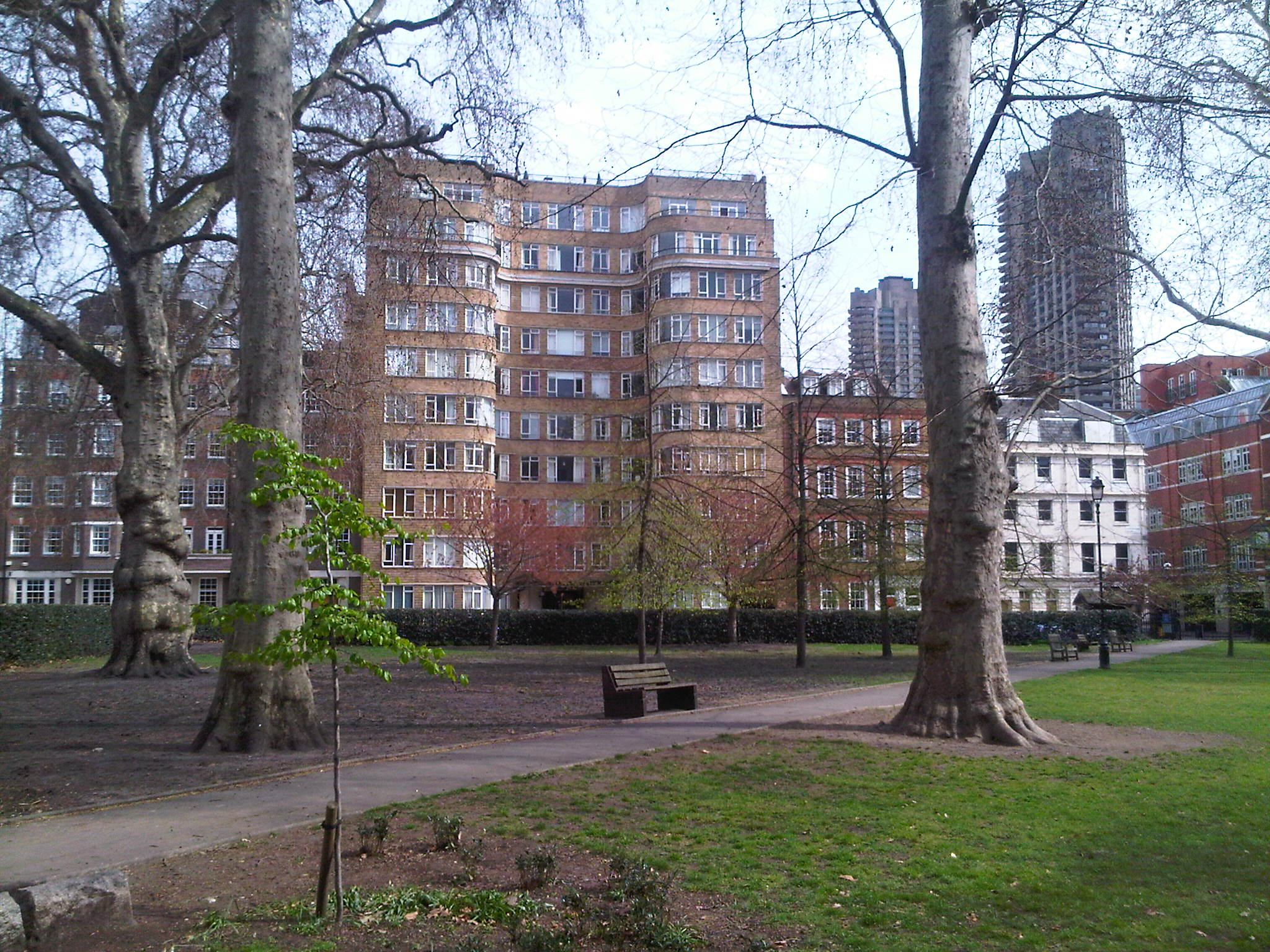
Vista di Florin Court dal giardino di Charterhouse Square
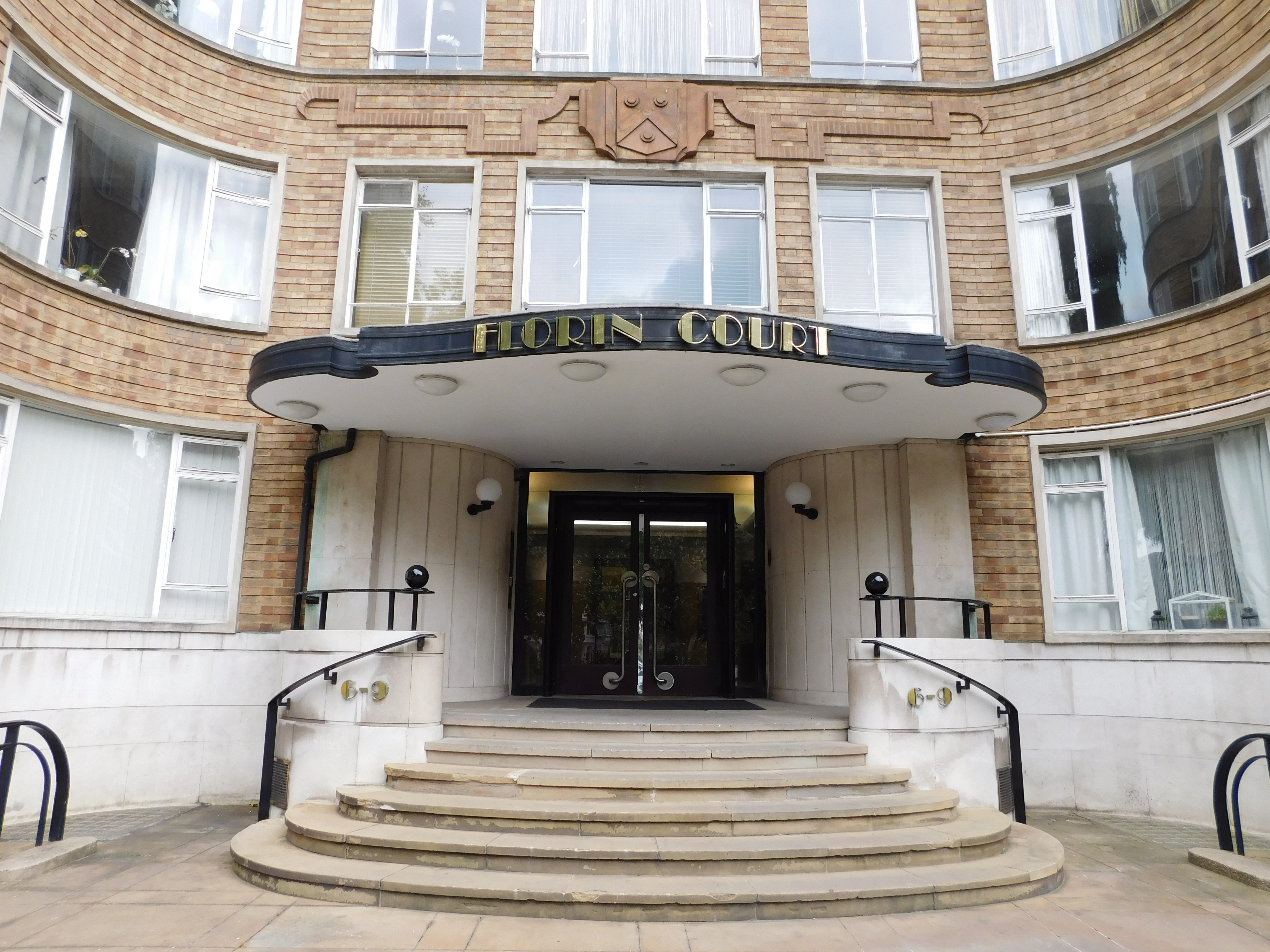
Entrata di Florin Court
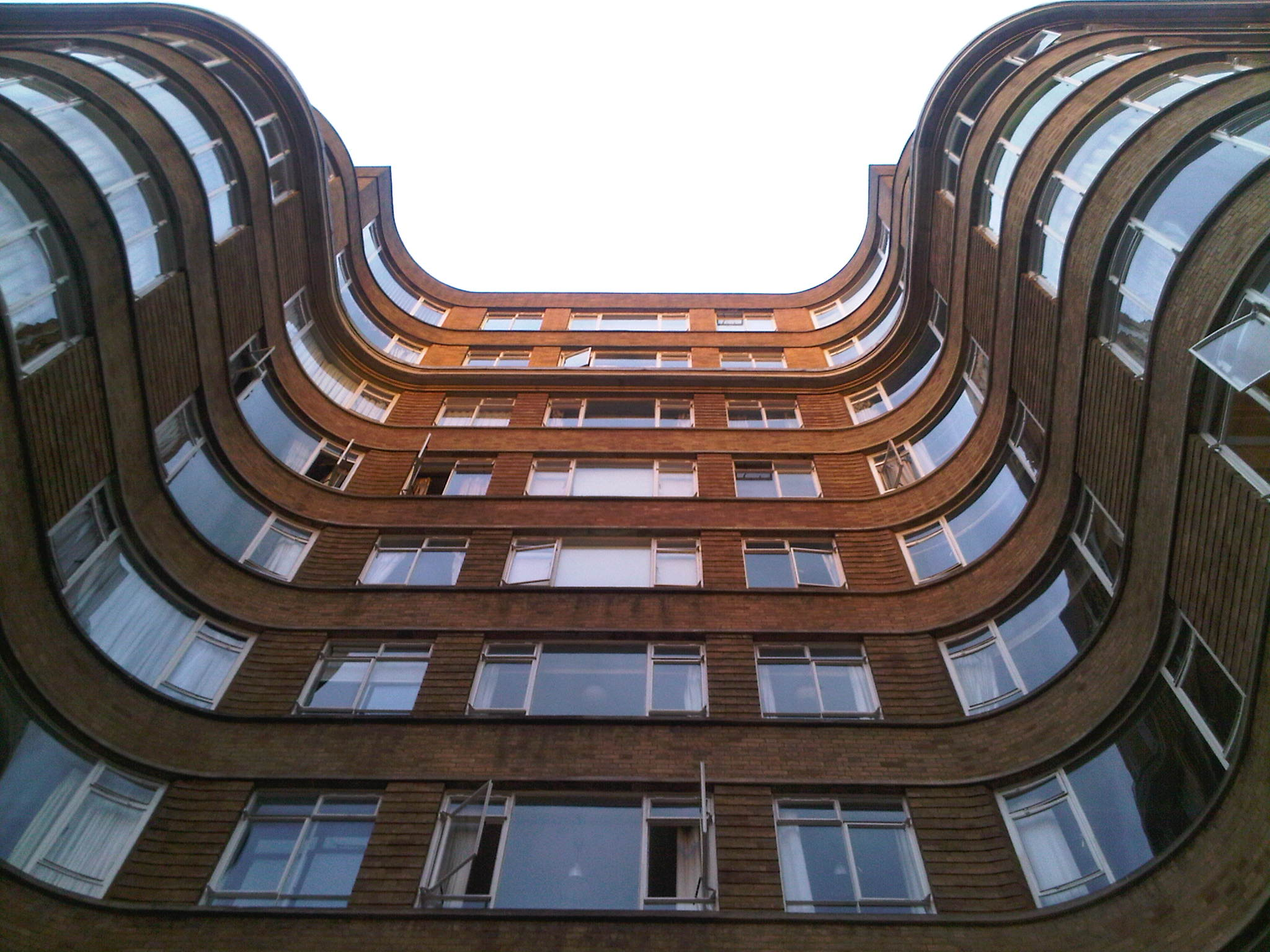
Facciata curva
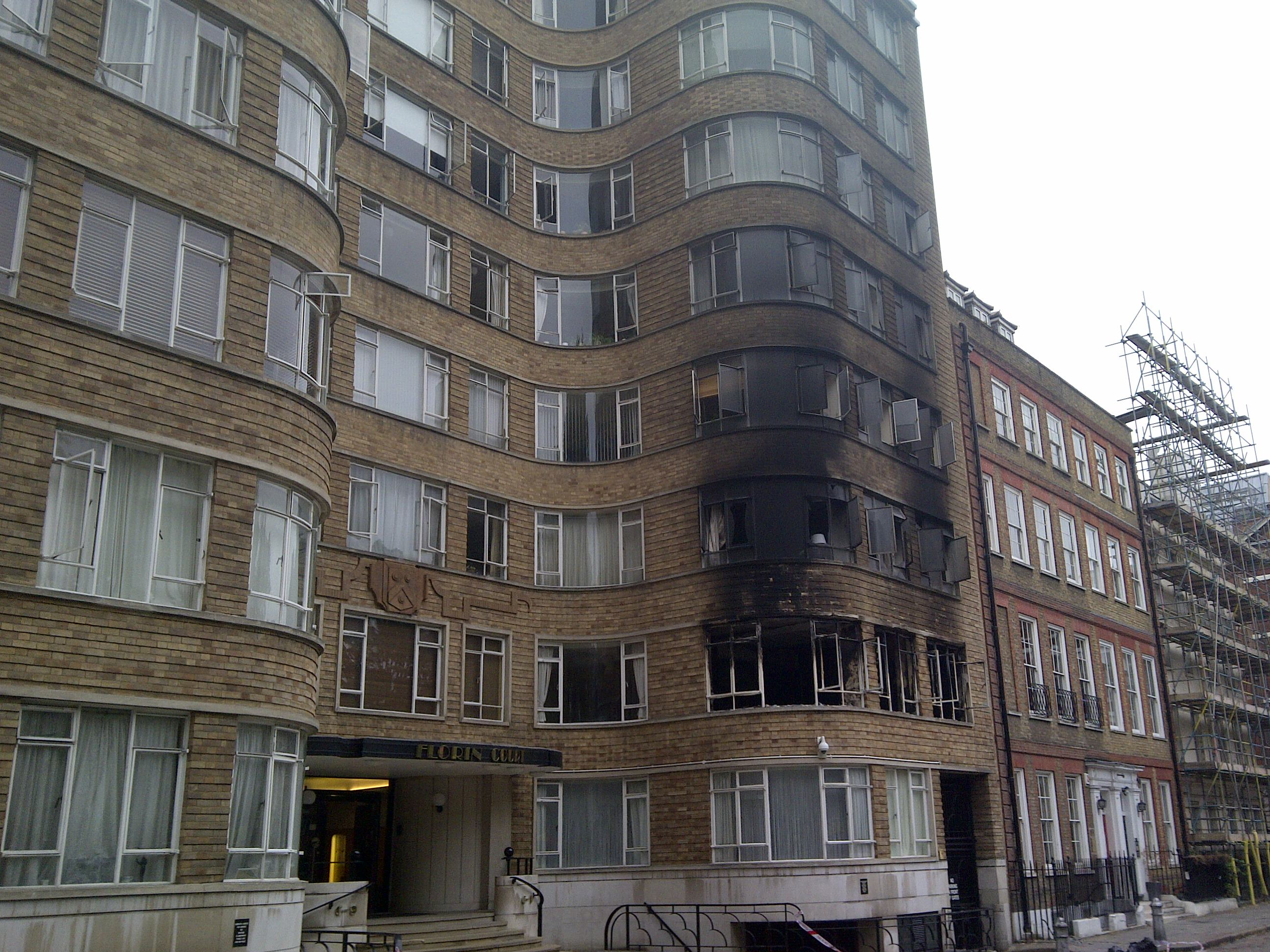
Danni all'edificio dopo l'incendio del 2013
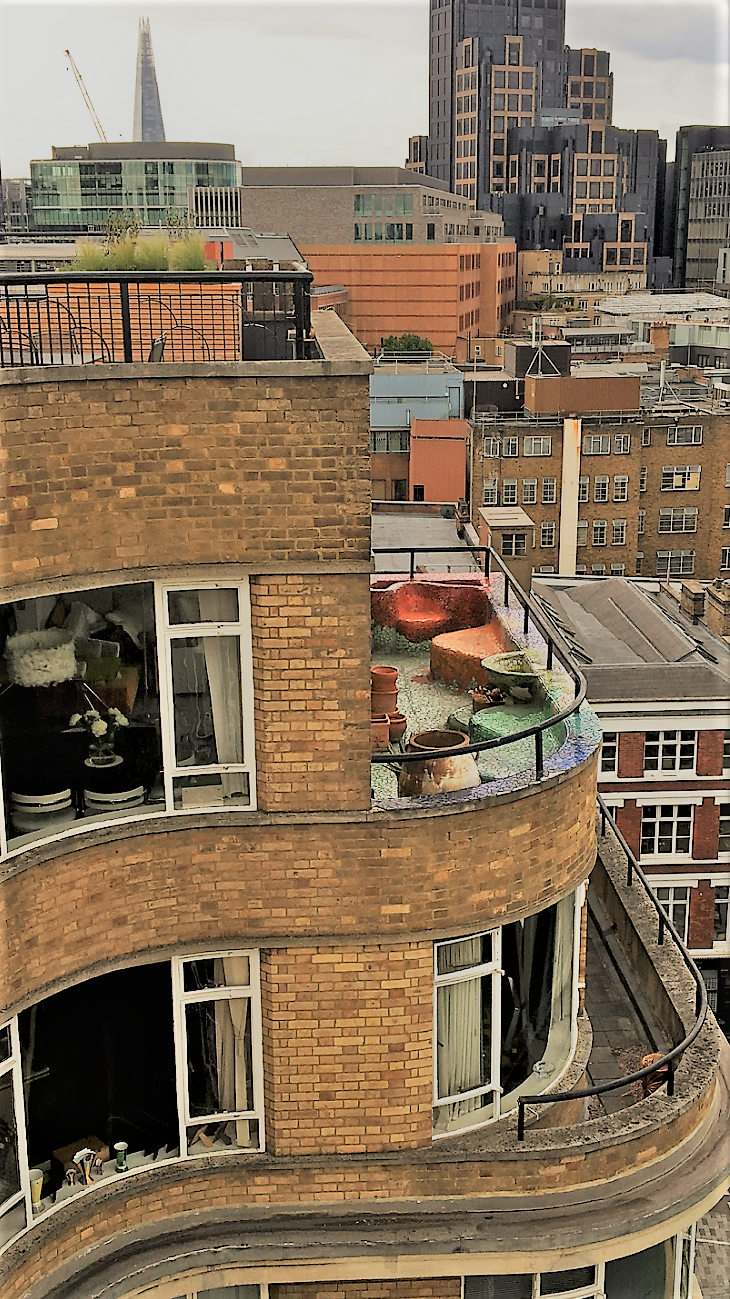
Balconi ondulati di Florin Court
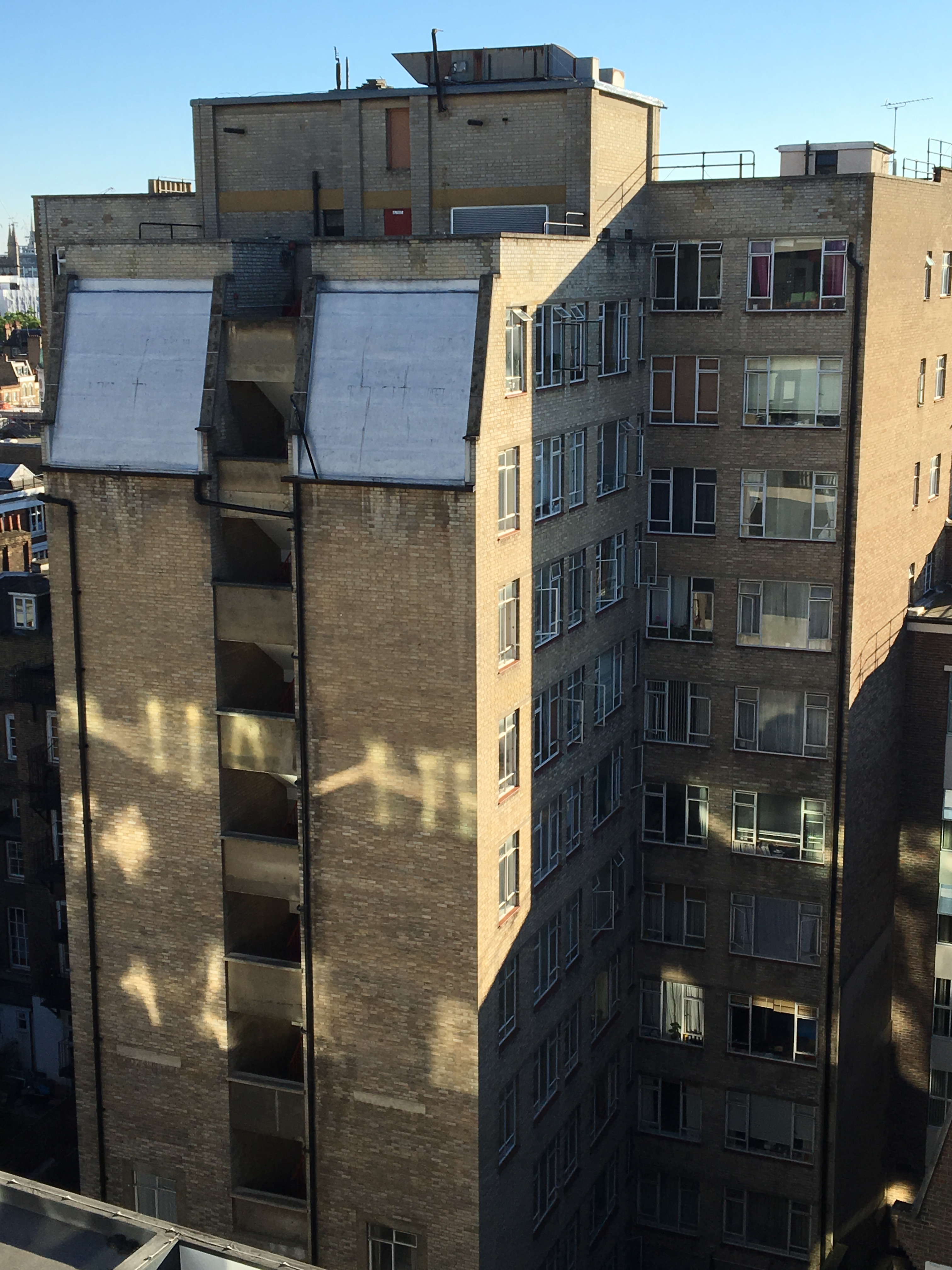
Vista sul retro di Florin Court
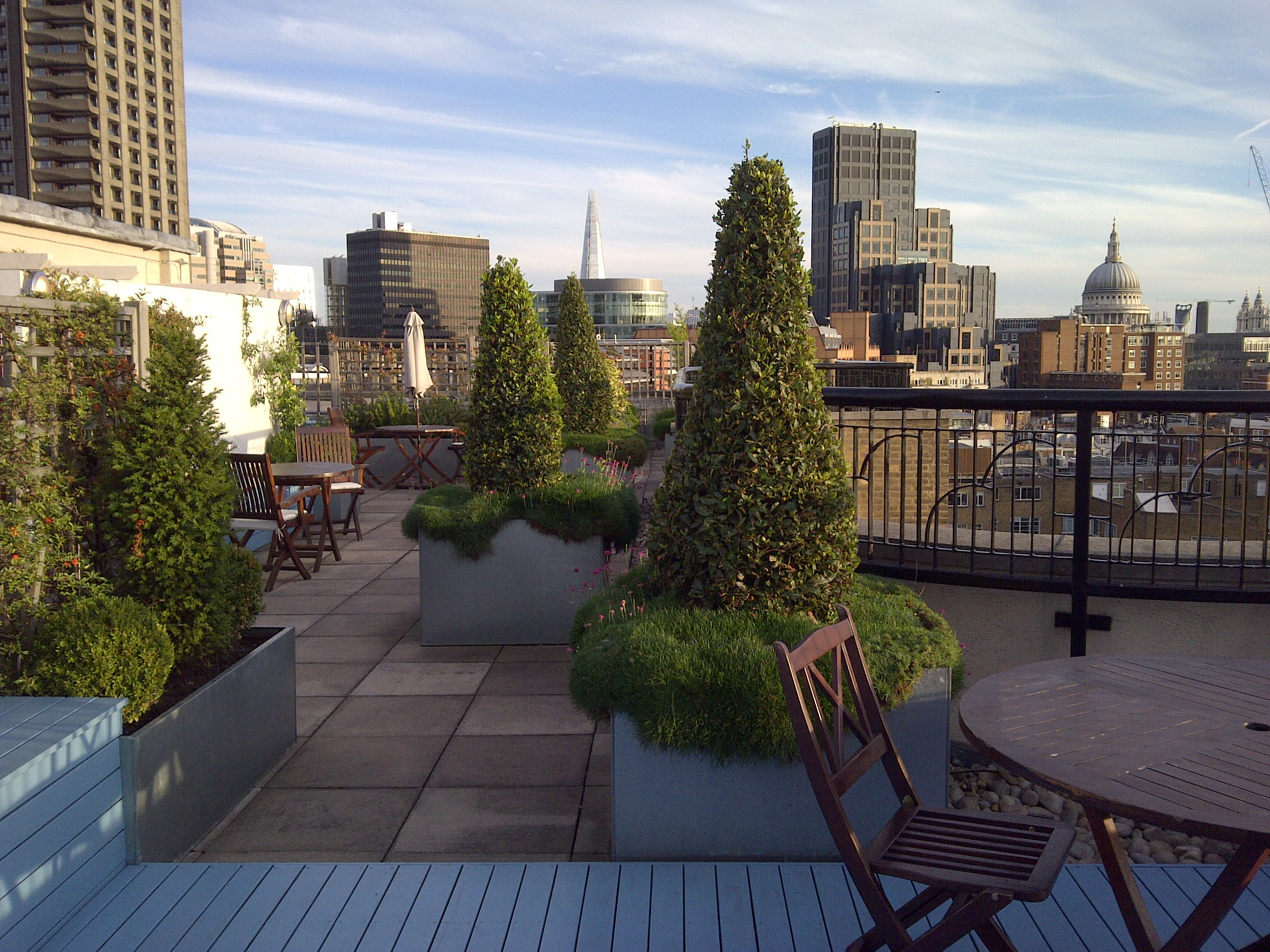
Terrazza/giardino sul tetto
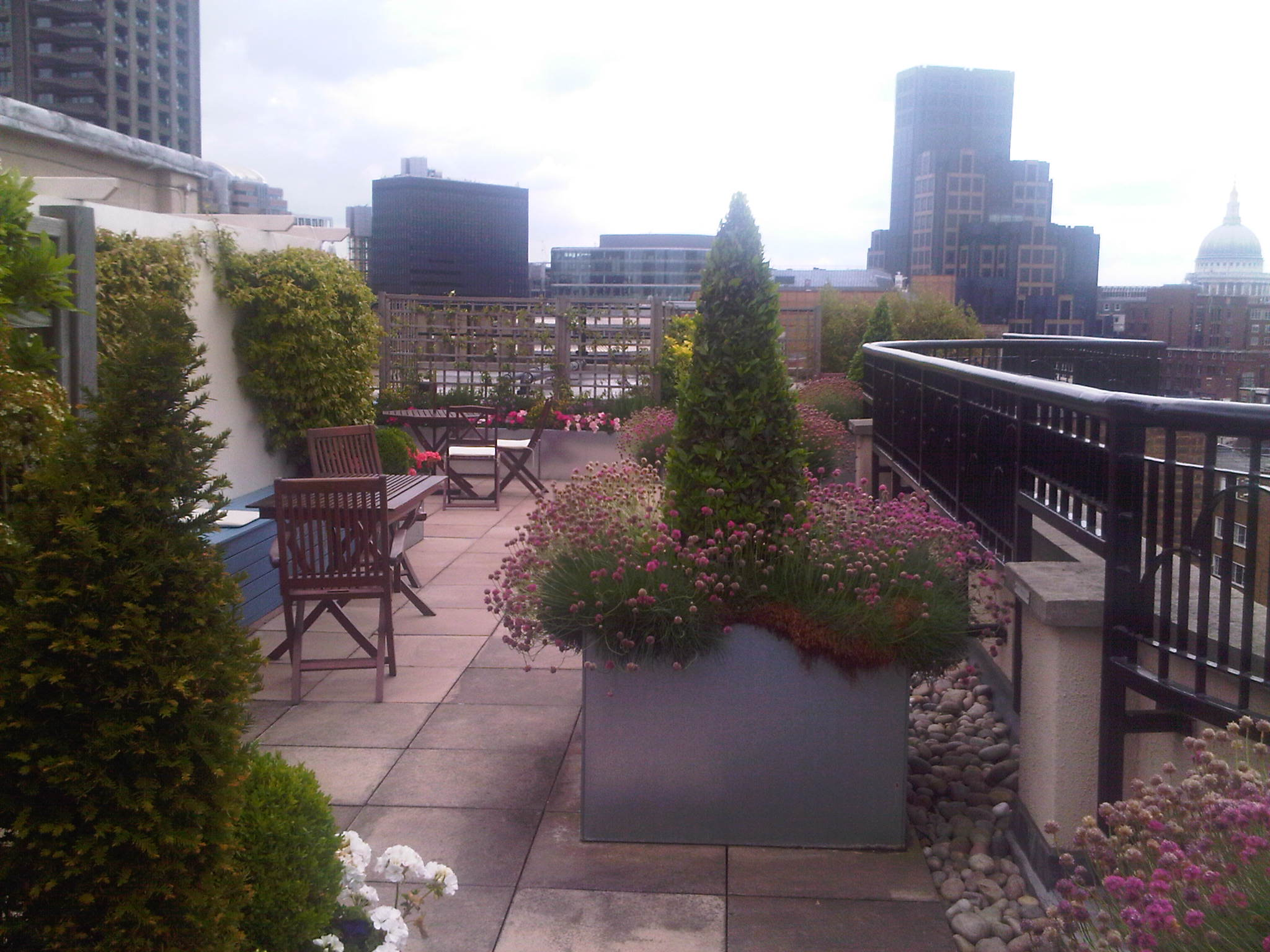
Terrazza/giardino sul tetto
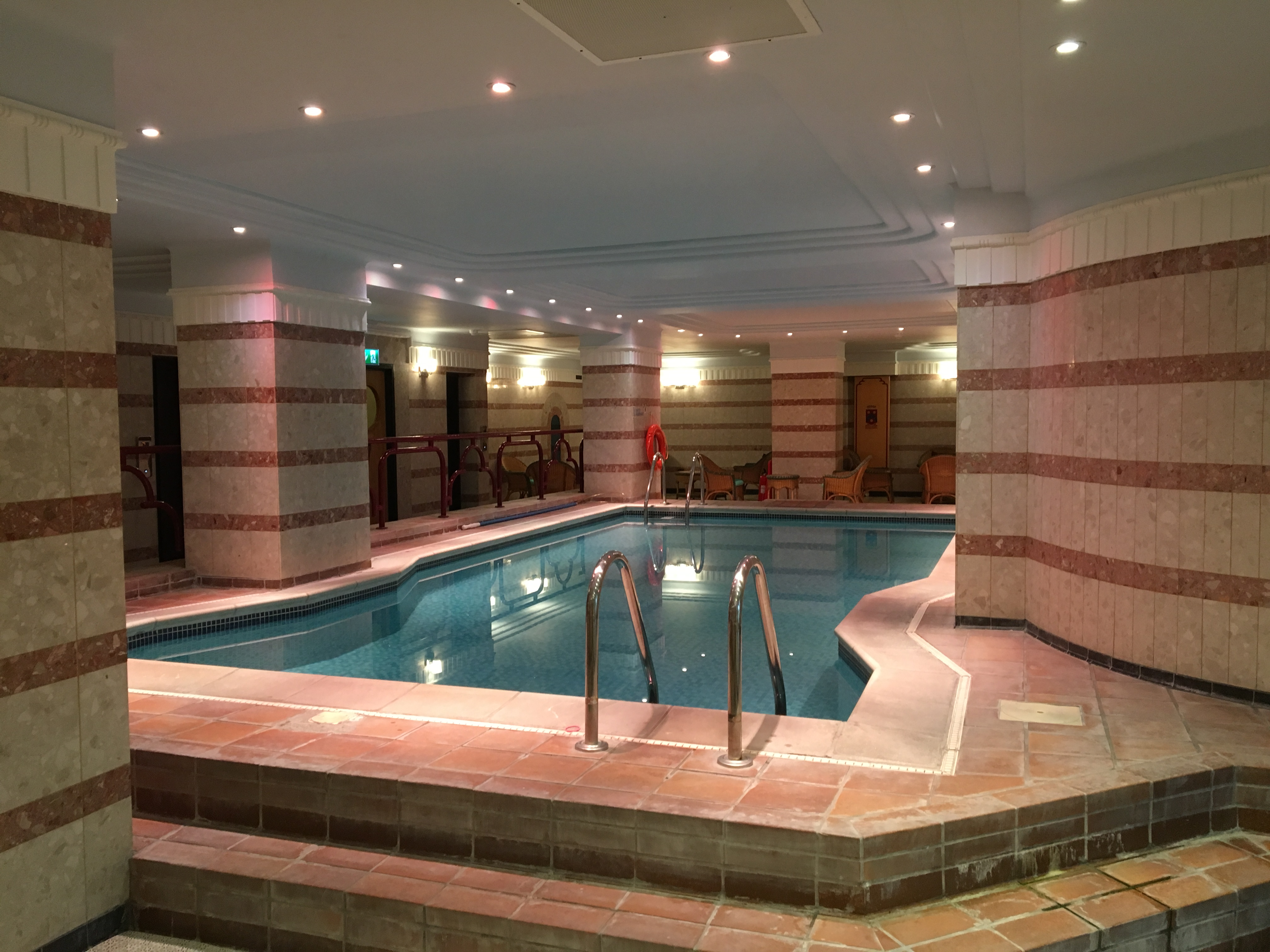
Piscina di Florin Court dopo i lavori di ristrutturazione